# علی صباح
علی صباح عدای القیسی (زادهٔ ۱ ژانویه ۱۹۷۷) در شهر بغداد یک داور فوتبال اهل کشور عراق است. وی در سال ۲۰۰۹ وارد لیست بین‌المللی فیفا شده و همچنین در مرحله مقدماتی جام جهانی فوتبال ۲۰۱۸ (آسیا) قضاوت کرده‌است.